# John Hunt (baron Hunt)
Pour les articles homonymes, voir John Hunt et Hunt.
Henry Cecil John Hunt, Baron Hunt de Llanfair Waterdine, également connu sous le nom de John Hunt (22 juin 1910 - 7 novembre 1998) est un officier militaire britannique, et le chef de l’expédition sur l’Everest de 1953.

## Biographie
Hunt naît à Shimla en Inde et fait ses classes au Royaume-Uni à Marlborough College dans le Wiltshire. Enfant, Hunt passe ses vacances dans les Alpes, développant les aptitudes d'alpinisme nécessaires plus tard aux nombreuses expéditions dans l’Himalaya.
Hunt obtient de prestigieuses décorations pendant ses études (notamment la King’s Gold Medal et l’Anson Memorial Sword)
En 1931, Hunt revient en Inde en tant qu’officier des Fusiliers royaux (King’s Royal Rifle Corps). De retour au Royaume-Uni en 1940, Hunt devient instructeur en chef à l’école des commandos de montagnes (Commando Mountain and Snow Warfare School).
En 1953, Hunt est choisi pour diriger la neuvième expédition britannique sur le mont Everest en remplacement d'Eric Shipton. Après un mois de siège de la montagne, Hunt choisit deux paires de grimpeurs pour tenter d’atteindre le sommet à partir du col Sud (environ 8 000 m). La première paire (Tom Bourdillon et Charles Evans), équipée d'un système novateur de respiration d’oxygène en circuit fermé, rebrousse chemin au sommet sud de l'Everest (8 751 m) pour cause d’épuisement de leur réserve. Le surlendemain, l’expédition effectue une seconde tentative avec la deuxième paire équipée d'un système classique de respiration d’oxygène en circuit ouvert. Après une nuit de bivouac, le sommet est atteint à 11 h 30, le 29 mai 1953 par le néo-zélandais Edmund Hillary et le Sherpa népalais Tenzing Norgay. Les nouvelles de ce succès parviennent à Londres le jour du couronnement de la reine Élisabeth II. En revenant de Katmandou quelques jours plus tard, Hillary et Hunt apprennent qu’ils ont été anoblis pour leurs efforts.
John Hunt meurt à Henley-on-Thames, Oxfordshire à l’âge de 88 ans.
Sa fille, la comédienne Sally Nesbitt, née en 1938, a tourné notamment dans Le Clan des Siciliens d'Henri Verneuil, aux côtés de Jean Gabin et d'Alain Delon, et dans deux épisodes de la série Chapeau melon et bottes de cuir (Le Joker et Bizarre).